# Jack Reilly
Pour les articles homonymes, voir Reilly (homonymie).
John « Jack » Reilly, né le 27 août 1945 à Stonehaven, est un footballeur australien.

## Biographie

### Carrière en équipe nationale
En tant que gardien, Jack Reilly est international australien à 35 reprises (1970-1977) pour 0 but inscrit. Il participe à la Coupe du monde de football de 1974, où il joue tous les matchs en tant que titulaire. L'Australie est éliminée au premier tour.